# Geranomyia vanikorensis
Geranomyia vanikorensis là một loài ruồi trong họ Limoniidae. Chúng phân bố ở miền Australasia.